# Grand séminaire de Versailles
 (décembre 2019).
Le Grand séminaire de Versailles est un séminaire diocésain formant les futurs prêtres du diocèse de Versailles (département des Yvelines).
Ce séminaire accueille chaque année des jeunes hommes désirant devenir prêtre. Après une année de propédeutique à la Maison Saint-Jean-Baptiste, ils suivent deux années de formation en philosophie au séminaire de Versailles et au Collège des Bernardins, avant de rejoindre le séminaire français de Rome, le séminaire du Studium de Notre-Dame de Vie, le séminaire Saint-Sulpice ou encore celui le séminaire de Paris pour quatre dernière années de formation, davantage axées sur la théologie. Au terme d'au moins sept années de formation, ils sont ordonnés diacres puis prêtres.

## Histoire
Après la création du diocèse de Versailles en 1802 par Napoléon, Louis Charrier de La Roche, premier évêque de Versailles, a décidé l’établissement d’un séminaire dans le diocèse par un mandement pris le 1er septembre 1807. Il voulait ainsi renouveler le clergé du diocèse décimé par les persécutions de la Révolution et par les guerres de l’Empire. La direction en a été confiée à des prêtres du diocèse de Versailles jusqu’en 1847, année où Jean Nicaise Gros la confia aux prêtres de la congrégation de Picpus. Refondé en 1906 à la suite de la confiscation de ses bâtiments par application de la loi de 1905, le séminaire assura la formation du clergé de la Seine-et-Oise, puis après 1969 des Yvelines, du Val-d'Oise et de l’Essonne. La direction en avait été confiée en 1926 aux prêtres de la compagnie de Saint-Sulpice par Charles Gibier.
À partir de septembre 1972, Louis Simonneaux, évêque de Versailles, décida que tous les séminaristes du séminaire de Versailles seraient regroupés au séminaire d’Issy les Moulineaux. Le 11 juillet 2006, Éric Aumonier, évêque de Versailles, a rouvert le séminaire de Versailles afin d’y accueillir les séminaristes du diocèse pour le premier cycle de leur formation.
Depuis sa réouverture, le séminaire est placé sous le patronage de l’abbé Pierre de Porcaro, prêtre du diocèse de Versailles mort au camp de concentration de Dachau en 1945. Durant son ministère, il a su affronter les questions de son temps sans s’y dérober quel qu’en soit le prix pour sa vie, il s’est donné sans réserve dans son sacerdoce pour tous. Il a eu en particulier un fort rayonnement au service des jeunes et des vocations sacerdotales, d’abord au petit séminaire de Notre-Dame-du-Grand-Champ à Versailles puis durant ses périodes de captivité en camp de prisonniers et en camp de concentration, où il exhortait les séminaristes à la lecture de la Bible et à l’étude de la philosophie, y voyant des moyens de garder une dignité d’homme au milieu de l’inhumain. Le 1er septembre 1806 par Louis Charrier de La Roche, premier évêque de Versailles.

### Les recteurs du séminaire
| Années     | Nom                          |
| ---------- | ---------------------------- |
| 1806-1810  | Abbé André Formantin         |
| 1810-1822  | Abbé Simon Verquin           |
| 1822-1823  | Monsieur Perrin, p.s.s.      |
| 1823-1846  | Abbé Jacques Dallier         |
| 1847-1862  | Monsieur Souchon, p.s.s.     |
| 1862-1865  | Monsieur Vieillecaze, p.s.s. |
| 1865-1868  | Monsieur Lafaye, p.s.s.      |
| 1868-1874  | Monsieur Montiton, p.s.s.    |
| 1874-1881  | Monsieur Bourges, p.s.s.     |
| 1881-1889  | Monsieur Turpin, p.s.s.      |
| 1889-1895  | Monsieur Perdereau, p.s.s.   |
| 1895-1900  | Monsieur Lemoine, p.s.s.     |
| 1900-1912  | Monsieur de la Porte, p.s.s. |
| 1912-1926  | Monsieur Bournet, p.s.s.     |
| 1926-1951  | Monsieur Audrain, p.s.s.     |
| 1951-1956  | Abbé Louis Berthelot         |
| 1956--1958 | Monsieur de Boysson, p.s.s.  |
| 1958-1963  | Monsieur Dornier, p.s.s.     |
| 1963-1966  | Monsieur Tollu, p.s.s.       |

### Les recteurs du séminaire depuis la réouverture de 2006
| Années       | Nom              |
| ------------ | ---------------- |
| 2006-2014    | Patrick Bonafé   |
| 2014-2023    | Matthieu Dupont, |
| Rentrée 2023 | Grégoire Leroux  |

### Anciens séminaristes de Versailles
- Albert Malbois, évêque auxiliaire de Versailles, puis évêque d'Évry.

- Thierry Jordan est entré au séminaire de 1961, ordonné prêtre en 1966. Il a été ensuite évêque de Pontoise puis archevêque de Reims.
- Stanislas Lalanne, évêque de Coutances et Avranches puis évêque de Pontoise, a commencé sa formation au Grand séminaire ; lors de sa fermeture, il est entré au séminaire des Carmes.
- Matthieu Dupont, évêque de Laval.

## Le séminaire aujourd'hui
Les séminaristes sont des hommes envoyés au séminaire par leur évêque, après un discernement. Pour les aider dans leur choix, les séminaristes ont vécu une année de propédeutique avant d'entrer au séminaire. Les séminaristes ont des parcours de formations variés : certains n'ont suivi qu'une ou deux années d'études ; d'autres les ont juste achevées ; d'autres encore ont travaillé plusieurs années.

### La formation humaine
La formation humaine au séminaire passe surtout par la vie communautaire, apprendre à vivre ensemble avec les qualités et les défauts de chacun. Cette formation se vit au jour le jour lors des repas pris ensemble mais aussi à travers les temps de prière (la Liturgie des heures, la Messe), et d'autres temps communautaires spécifiques en communauté comme le sport. Mais la formation humaine se réalise aussi par des formations plus spécifiques comme des sessions sur la vie affective. Une des particularités de l'Église catholique est aussi l’accompagnement individuel et spirituel de chaque séminariste par un prêtre, c’est un moment de discussion et de relecture de la vie, tant du côté humain que spirituel.

### La formation spirituelle
La formation spirituelle vise à mettre en place une vie de prière personnelle et communautaire. Par les offices, l'oraison personnelle, l’Eucharistie, la lectio divina (la méditation priante de la Bible) s'approfondit la relation au Christ de chaque séminariste. De plus, le séminaire offre des sessions sur diverses spiritualités, des retraites et des récollections tout au long de l'année.

### La formation intellectuelle
La formation intellectuelle se déploie sur deux années. Les cours sont en grande majorité des cours de philosophie. Le programme couvre toute l'histoire de la philosophie depuis l'Antiquité jusqu'à l'époque contemporaine, sans parti-pris. En plus de ces cours, l'étude de la Bible, l'exégèse et de la théologie prennent une part importante dans la formation tout au long de ces deux années. La formation proposée aux séminaristes rend possible l'obtention du baccalauréat canonique de théologie. Chaque séminariste est accompagné par un tuteur d'études, souvent professeur, afin de l'aider dans son travail personnel, et l'orienter dans ses lectures.

### La formation pastorale
Finalité de toute la formation, la formation pastorale favorise les rencontres personnelles en petits groupes (Parcours Alpha, catéchuménat, groupes de partage d'évangile en prison…) et ne cherche pas tant à acquérir des « techniques » pastorales qu’à faire grandir les sentiments du Christ dans le cœur des séminaristes : compassion, écoute et annonce de l'Évangile.